# Zoravan
Zoravan (en arménien Զորավան ; anciennement Pokravan) est une communauté rurale du marz de Kotayk, en Arménie. Elle compte 1 566 habitants en 2008.